# Erginulus castaneus
Erginulus castaneus is een hooiwagen uit de familie Cosmetidae.